# 普利 (昆迪納馬卡省)

普利是哥倫比亞的城鎮，位於該國中部，由昆迪納馬卡省負責管轄，距離首府波哥大143公里，始建於1800年，面積223平方公里，海拔高度1,142米，2005年人口2,837。
4°41′N 74°43′W / 4.683°N 74.717°W